# 2021-es japán TCR-szezon
A 2021-es japán TCR-szezon volt a Japán TCR-bajnokság harmadik évada. A széria a japán Super Formula bajnoksággal szerepelt közös versenyhétvégéken.

## Versenynaptár
Az évad versenynaptárát 2021. február 10-én hozta nyilvánosságra a széria promótere. A szezon közben, április 12-én módosítás történt a versenynaptárban, ugyanis a Super Formula programja változott, így kikerült az okajamai versenypálya, ahova a mezőny október első hétvégéjén látogatott volna el, a helyére a sorozat egy második Motegiben tartott versenyre látogatott el, október 16-17-én.
| Forduló | Forduló | Helyszín                                    | Pályarajz     | Dátum         | Betétszéria       |
| ------- | ------- | ------------------------------------------- | ------------- | ------------- | ----------------- |
| 1.      | 1.      | Fuji Speedway, Ojama, Sizuoka prefektúra    |               | április 3.    | Super Formula     |
| 1.      | 2.      | Fuji Speedway, Ojama, Sizuoka prefektúra    | április 4.    |               | Super Formula     |
| 2.      | 3.      | Autopolis, Hita, Óita prefektúra            |               | május 15.     | Super Formula     |
| 2.      | 4.      | Autopolis, Hita, Óita prefektúra            | május 16.     |               | Super Formula     |
| 3.      | 5.      | Sportsland Sugo, Murata, Sibata kerület     |               | július 24.    | SUGO Champion Cup |
| 3.      | 6.      | Sportsland Sugo, Murata, Sibata kerület     | július 24.    |               | SUGO Champion Cup |
| 3.      | 7.      | Sportsland Sugo, Murata, Sibata kerület     | július 25.    |               | SUGO Champion Cup |
| 4.      | 7.      | Twin Ring Motegi, Motegi Tocsigi prefektúra |               | augusztus 28. | Super Formula     |
| 4.      | 8.      | Twin Ring Motegi, Motegi Tocsigi prefektúra | augusztus 29. |               | Super Formula     |
| 5.      | 9.      | Twin Ring Motegi, Motegi Tocsigi prefektúra |               | október 16.   | Super Formula     |
| 5.      | 10.     | Twin Ring Motegi, Motegi Tocsigi prefektúra | október 17.   |               | Super Formula     |
| 6.      | 11.     | Suzuka Circuit, Szuzuka, Mie prefektúra     |               | október 30.   | Super Formula     |
| 6.      | 12.     | Suzuka Circuit, Szuzuka, Mie prefektúra     | október 31.   |               | Super Formula     |

## Csapatok és versenyzők
A széria hivatalos gumiabroncs beszállítója a harmadik szezonra is a Yokohama maradt.
| Csapat                           | Autó                            | #   | Versenyző        | Forduló  | Forrás |
| -------------------------------- | ------------------------------- | --- | ---------------- | -------- | ------ |
| Nilzz Racing                     | Audi RS 3 LMS TCR               | 7   | Inoue Keiicsi    | 1, 4     | [ 5 ]  |
| Nilzz Racing                     | Audi RS 3 LMS TCR               | 7   | Makinó Dzsun     | 5        | [ 6 ]  |
| Adenau IDI Golf TCR              | Volkswagen Golf GTI TCR         | 10  | Szató Dzsun      | 1−2, 5   | [ 5 ]  |
| Birth Racing Project             | Audi RS 3 LMS TCR               | 17  | Szuzuki Kendzsi  | Összes   | [ 5 ]  |
| Birth Racing Project             | Volkswagen Golf GTI TCR         | 18  | Macumotó Takesi  | 3        | [ 7 ]  |
| Birth Racing Project             | CUPRA León TCR                  | 19  | 'Hirobon'        | Összes   | [ 5 ]  |
| Audi Team Hitotsuyama            | Audi RS 3 LMS TCR               | 21  | Sinohara Takuró  | 3        | [ 7 ]  |
| Audi Team Hitotsuyama            | Audi RS 3 LMS TCR               | 21  | Fudzsii Júki     | 1        | [ 5 ]  |
| Audi Team Hitotsuyama            | Audi RS 3 LMS TCR               | 101 | Fudzsii Júki     | 4        | [ 8 ]  |
| Wakatsuki Dream Drive with KCMG  | Honda Civic Type R TCR (FK8)    | 45  | Takeda Naotó     | 1        | [ 9 ]  |
| Wakatsuki Dream Drive with KCMG  | Honda Civic Type R TCR (FK8)    | 45  | Siraszaka Takuja | 2        | [ 10 ] |
| 55MOTO Racing                    | Honda Civic Type R TCR (FK8)    | 55  | 'Mototino'       | 3−6      | [ 11 ] |
| Zenyaku Kogyo with Team G/Motion | Honda Civic Type R TCR (FK8)    | 62  | Sioja Resszu     | 5−6      | [ 6 ]  |
| Audi Team Mars                   | Audi RS 3 LMS TCR               | 65  | Kató Maszanobu   | Összes   | [ 12 ] |
| Daiwa N Trading Akiland Racing   | Honda Civic Type R TCR (FK8)    | 71  | Ojama Maszajosi  | Összes   | [ 13 ] |
| M-Prototyping Team Stile Corse   | Alfa Romeo Giulietta Veloce TCR | 73  | Okura Mineki     | 1−2, 4−6 | [ 5 ]  |
| Dome Racing                      | Honda Civic Type R TCR (FK8)    | 97  | Nakaja Akihikó   | 1        | [ 9 ]  |
| Dome Racing                      | Honda Civic Type R TCR (FK8)    | 97  | Miura Ai         | 2−3      | [ 10 ] |
| Dome Racing                      | Honda Civic Type R TCR (FK8)    | 97  | Siocu Juszuke    | 4        | [ 14 ] |
| Dome Racing                      | Honda Civic Type R TCR (FK8)    | 98  | Inocume Anna     | 5−6      | [ 6 ]  |

## Eredmények

### Áttekintés
| Forduló | Forduló | Helyszín         | Első rajthely    | Leggyorsabb kör                         | Győztes                                 | Győztes                                 |
| Forduló | Forduló | Helyszín         | Első rajthely    | Leggyorsabb kör                         | Versenyző                               | Csapat                                  |
| ------- | ------- | ---------------- | ---------------- | --------------------------------------- | --------------------------------------- | --------------------------------------- |
| 1.      | 1.      | Fuji Speedway    | 'Hirobon'        | Fudzsii Júki                            | Inoue Keiicsi                           | Nilzz Racing                            |
| 1.      | 2.      | Fuji Speedway    | Fudzsii Júki     | Kató Maszanabu                          | 'Hirobon'                               | Birth Racing Project                    |
| 2.      | 3.      | Autopolis        | Siraszaka Takuja | 'Hirobon'                               | 'Hirobon'                               | Birth Racing Project                    |
| 2.      | 4.      | Autopolis        | Miura Ai         | A versenyt heves esőzés miatt törölték. | A versenyt heves esőzés miatt törölték. | A versenyt heves esőzés miatt törölték. |
| 3.      | 5.      | Sportsland Sugo  | Macumotó Takesi  | Macumotó Takesi                         | Macumotó Takesi                         | Birth Racing Project                    |
| 3.      | 6.      | Sportsland Sugo  | Macumotó Takesi  | Macumotó Takesi                         | Macumotó Takesi                         | Birth Racing Project                    |
| 3.      | 7.      | Sportsland Sugo  | Macumotó Takesi  | Macumotó Takesi                         | Macumotó Takesi                         | Birth Racing Project                    |
| 4.      | 8.      | Twin Ring Motegi | 'Hirobon'        | 'Hirobon'                               | 'Hirobon'                               | Birth Racing Project                    |
| 4.      | 9.      | Twin Ring Motegi | Siocu Juszuke    | Siocu Juszuke                           | Fudzsii Júki                            | Audi Team Hitotsuyama                   |
| 5.      | 10.     | Twin Ring Motegi | Okura Mineki     | Okura Mineki                            | Okura Mineki                            | M-Prototyping Team Stile Corse          |
| 5.      | 11.     | Twin Ring Motegi | Okura Mineki     | Okura Mineki                            | 'Hirobon'                               | Birth Racing Project                    |
| 6.      | 12.     | Suzuka Circuit   | 'Hirobon'        | Inocume Anna                            | Sioja Resszu                            | Zenyaku Kogyo with Team G/Motion        |
| 6.      | 13.     | Suzuka Circuit   | 'Hirobon'        | Kató Maszanabu                          | 'Hirobon'                               | Birth Racing Project                    |

### Pontrendszer
| Helyezés | 1. | 2. | 3. | 4. | 5. | 6. | 7. | 8. | 9. | 10. |
| -------- | -- | -- | -- | -- | -- | -- | -- | -- | -- | --- |
| Időmérő  | 5  | 4  | 3  | 2  | 1  |    |    |    |    |     |
| Futam    | 25 | 18 | 15 | 12 | 10 | 8  | 6  | 4  | 2  | 1   |

### Egyéni
| Szombati TCR japán sorozat | Szombati TCR japán sorozat | Szombati TCR japán sorozat | Szombati TCR japán sorozat | Szombati TCR japán sorozat | Szombati TCR japán sorozat | Szombati TCR japán sorozat | Szombati TCR japán sorozat | Szombati TCR japán sorozat |
| Poz.                       | Versenyző                  | FUJ                        | ATP                        | SUG                        | MOT                        | MOT                        | SUZ                        | Pont                       |
| -------------------------- | -------------------------- | -------------------------- | -------------------------- | -------------------------- | -------------------------- | -------------------------- | -------------------------- | -------------------------- |
| 1.                         | 'Hirobon'                  | 81                         | 12                         | 23                         | 1                          | 3                          | 61                         | 120                        |
| 2.                         | Kató Maszanobu             | Ki5                        | 34                         | 35                         | 5                          | 24                         | 3                          | 80                         |
| 3.                         | Okura Mineki               | 5                          | 85                         |                            | 34                         | 1                          | 5                          | 72                         |
| 4.                         | Sioja Resszu               |                            |                            |                            |                            | 42                         | 14                         | 43                         |
| 5.                         | Szuzuki Kendzsi            | 6                          | 7                          | 5                          | 8                          | 7                          | 83                         | 41                         |
| 6.                         | Szató Dzsun                | 24                         | 6                          |                            |                            | 5                          |                            | 38                         |
| 7.                         | Ojama Maszajosi            | 7                          | 5                          | 7                          | Ki                         | 6                          | 7                          | 36                         |
| 8.                         | Inoue Keiicsi              | 13                         |                            |                            | 7                          |                            |                            | 34                         |
| 9.                         | Macumotó Takesi            |                            |                            | 1                          |                            |                            |                            | 30                         |
| 10.                        | 'Mototino'                 |                            |                            | 6                          | 6                          | Ki                         | 45                         | 29                         |
| 11.                        | Inocume Anna               |                            |                            |                            |                            | 85                         | 2                          | 27                         |
| 12.                        | Miura Ai                   |                            | 23                         | Kiz4                       |                            |                            |                            | 23                         |
| 13.                        | Siocu Juszuke              |                            |                            |                            | 2                          |                            |                            | 22                         |
| 14.                        | Siraszaka Takuja           |                            | 41                         |                            |                            |                            |                            | 17                         |
| 15.                        | Sinohara Takuró            |                            |                            | 42                         |                            |                            |                            | 16                         |
| 16.                        | Nakaja Akihikó             | 3                          |                            |                            |                            |                            |                            | 15                         |
| 17.                        | Fudzsii Júki               |                            |                            |                            | 43                         |                            |                            | 15                         |
| 18.                        | Takeda Naotó               | 4                          |                            |                            |                            |                            |                            | 12                         |
| 19.                        | Fudzsii Júki               | 92                         |                            |                            |                            |                            |                            | 6                          |
| 20.                        | Makinó Dzsun               |                            |                            |                            |                            | 9                          |                            | 2                          |
| Poz.                       | Verseny                    | FUJ                        | ATP                        | SUG                        | MOT                        | MOT                        | SUZ                        | Pont                       |

| Vasárnapi TCR japán sorozat | Vasárnapi TCR japán sorozat | Vasárnapi TCR japán sorozat | Vasárnapi TCR japán sorozat | Vasárnapi TCR japán sorozat | Vasárnapi TCR japán sorozat | Vasárnapi TCR japán sorozat | Vasárnapi TCR japán sorozat | Vasárnapi TCR japán sorozat | Vasárnapi TCR japán sorozat |
| Poz.                        | Versenyző                   | FUJ                         | ATP                         | SUG                         | SUG                         | MOT                         | MOT                         | SUZ                         | Pont                        |
| --------------------------- | --------------------------- | --------------------------- | --------------------------- | --------------------------- | --------------------------- | --------------------------- | --------------------------- | --------------------------- | --------------------------- |
| 1.                          | 'Hirobon'                   | 12                          | T                           | 24                          | 4                           | 7                           | 14                          | 1                           | 126                         |
| 2.                          | Kató Maszanobu              | 23                          | T                           | 45                          | 5                           | 5                           | 2                           | 2                           | 100                         |
| 3.                          | Macumotó Takesi             |                             |                             | 1                           | 1                           |                             |                             |                             | 60                          |
| 4.                          | Okura Mineki                | 34                          | T                           |                             |                             | 9                           | 41                          | 54                          | 48                          |
| 5.                          | Sinohara Takuró             |                             |                             | 32                          | 2                           |                             |                             |                             | 41                          |
| 6.                          | Ojama Maszajosi             | 9                           | T                           | 7                           | 6                           | 3                           | 7                           | 8                           | 41                          |
| 7.                          | 'Mototino'                  |                             |                             | 6                           | 7                           | 6                           | 53                          | 7                           | 41                          |
| 8.                          | Sioja Resszu                |                             |                             |                             |                             |                             | 35                          | 35                          | 32                          |
| 9.                          | Miura Ai                    |                             | T                           | 53                          | 3                           |                             |                             |                             | 31                          |
| 10.                         | Fudzsii Júki                |                             |                             |                             |                             | 12                          |                             |                             | 29                          |
| 11.                         | Siocu Juszuke               |                             |                             |                             |                             | 21                          |                             |                             | 23                          |
| 12.                         | Inocume Anna                |                             |                             |                             |                             |                             | 6                           | 43                          | 23                          |
| 13.                         | Szuzuki Kendzsi             | Ki                          | T                           | 8                           | 8                           | Ki3                         | 8                           | 6                           | 23                          |
| 14.                         | Inoue Keiicsi               | 7                           |                             |                             |                             | 4                           |                             |                             | 18                          |
| 15.                         | Fudzsii Júki                | 41                          |                             |                             |                             |                             |                             |                             | 17                          |
| 16.                         | Szató Dzsun                 | 5                           | T                           |                             |                             |                             | 9                           |                             | 13                          |
| 17.                         | Nakaja Akihikó              | 6                           |                             |                             |                             |                             |                             |                             | 8                           |
| 18.                         | Takeda Naotó                | 8                           |                             |                             |                             |                             |                             |                             | 4                           |
| 19.                         | Makinó Dzsun                |                             |                             |                             |                             |                             | 10                          |                             | 1                           |
| 20.                         | Siraszaka Takuja            |                             | T                           |                             |                             |                             |                             |                             | 0                           |
| Poz.                        | Versenyző                   | FUJ                         | ATP                         | SUG                         | SUG                         | MOT                         | MOT                         | SUZ                         | Pont                        |

| Szín   | Eredmény                                      |
| ------ | --------------------------------------------- |
| Arany  | Győztes                                       |
| Ezüst  | 2. helyezett                                  |
| Bronz  | 3. helyezett                                  |
| Zöld   | Pontot szerzett                               |
| Kék    | Pont nélkül vagy helyezetlenül ért célba (Hn) |
| Lila   | Nem ért célba (Ki)                            |
| Piros  | Nem kvalifikálta magát (Nk)                   |
| Fekete | Diszkvalifikálták (Kiz)                       |
| Fehér  | Nem indult (Ni)                               |
| Fehér  | Visszavonult (WD)                             |
| Fehér  | Verseny törölve (C)                           |
| Üres   | Nem vett részt                                |
| Üres   | Kizárt (EX)                                   |

| Vasárnapi TCR japán sorozat | Vasárnapi TCR japán sorozat | Vasárnapi TCR japán sorozat | Vasárnapi TCR japán sorozat | Vasárnapi TCR japán sorozat | Vasárnapi TCR japán sorozat | Vasárnapi TCR japán sorozat | Vasárnapi TCR japán sorozat | Vasárnapi TCR japán sorozat | Vasárnapi TCR japán sorozat |
| Poz.                        | Versenyző                   | FUJ                         | ATP                         | SUG                         | SUG                         | MOT                         | MOT                         | SUZ                         | Pont                        |
| --------------------------- | --------------------------- | --------------------------- | --------------------------- | --------------------------- | --------------------------- | --------------------------- | --------------------------- | --------------------------- | --------------------------- |
| 1.                          | 'Hirobon'                   | 12                          | T                           | 24                          | 4                           | 7                           | 14                          | 1                           | 126                         |
| 2.                          | Kató Maszanobu              | 23                          | T                           | 45                          | 5                           | 5                           | 2                           | 2                           | 100                         |
| 3.                          | Macumotó Takesi             |                             |                             | 1                           | 1                           |                             |                             |                             | 60                          |
| 4.                          | Okura Mineki                | 34                          | T                           |                             |                             | 9                           | 41                          | 54                          | 48                          |
| 5.                          | Sinohara Takuró             |                             |                             | 32                          | 2                           |                             |                             |                             | 41                          |
| 6.                          | Ojama Maszajosi             | 9                           | T                           | 7                           | 6                           | 3                           | 7                           | 8                           | 41                          |
| 7.                          | 'Mototino'                  |                             |                             | 6                           | 7                           | 6                           | 53                          | 7                           | 41                          |
| 8.                          | Sioja Resszu                |                             |                             |                             |                             |                             | 35                          | 35                          | 32                          |
| 9.                          | Miura Ai                    |                             | T                           | 53                          | 3                           |                             |                             |                             | 31                          |
| 10.                         | Fudzsii Júki                |                             |                             |                             |                             | 12                          |                             |                             | 29                          |
| 11.                         | Siocu Juszuke               |                             |                             |                             |                             | 21                          |                             |                             | 23                          |
| 12.                         | Inocume Anna                |                             |                             |                             |                             |                             | 6                           | 43                          | 23                          |
| 13.                         | Szuzuki Kendzsi             | Ki                          | T                           | 8                           | 8                           | Ki3                         | 8                           | 6                           | 23                          |
| 14.                         | Inoue Keiicsi               | 7                           |                             |                             |                             | 4                           |                             |                             | 18                          |
| 15.                         | Fudzsii Júki                | 41                          |                             |                             |                             |                             |                             |                             | 17                          |
| 16.                         | Szató Dzsun                 | 5                           | T                           |                             |                             |                             | 9                           |                             | 13                          |
| 17.                         | Nakaja Akihikó              | 6                           |                             |                             |                             |                             |                             |                             | 8                           |
| 18.                         | Takeda Naotó                | 8                           |                             |                             |                             |                             |                             |                             | 4                           |
| 19.                         | Makinó Dzsun                |                             |                             |                             |                             |                             | 10                          |                             | 1                           |
| 20.                         | Siraszaka Takuja            |                             | T                           |                             |                             |                             |                             |                             | 0                           |
| Poz.                        | Versenyző                   | FUJ                         | ATP                         | SUG                         | SUG                         | MOT                         | MOT                         | SUZ                         | Pont                        |

| Szín   | Eredmény                                      |
| ------ | --------------------------------------------- |
| Arany  | Győztes                                       |
| Ezüst  | 2. helyezett                                  |
| Bronz  | 3. helyezett                                  |
| Zöld   | Pontot szerzett                               |
| Kék    | Pont nélkül vagy helyezetlenül ért célba (Hn) |
| Lila   | Nem ért célba (Ki)                            |
| Piros  | Nem kvalifikálta magát (Nk)                   |
| Fekete | Diszkvalifikálták (Kiz)                       |
| Fehér  | Nem indult (Ni)                               |
| Fehér  | Visszavonult (WD)                             |
| Fehér  | Verseny törölve (C)                           |
| Üres   | Nem vett részt                                |
| Üres   | Kizárt (EX)                                   |

- † – Kiesett, azonban teljesítette a teljes versenytáv 75%-át, így eredményét értékelték.

### Csapat
| Poz. | Csapat                           | Márka | #   | FUJ | FUJ | ATP | ATP | SUG  | SUG | SUG | MOT | MOT | MOT | MOT | SUZ | SUZ | Pont |
| ---- | -------------------------------- | ----- | --- | --- | --- | --- | --- | ---- | --- | --- | --- | --- | --- | --- | --- | --- | ---- |
| 1.   | Birth Racing Project             |       | 19  | 81  | 12  | 12  | T   | 23   | 24  | 4   | 1   | 7   | 3   | 14  | 61  | 1   | 246  |
| 2.   | Audi Team Mars                   |       | 65  | Ki5 | 23  | 34  | T   | 35   | 45  | 5   | 5   | 5   | 24  | 2   | 3   | 2   | 180  |
| 3.   | Dome Racing                      |       | 97  | 3   | 6   | 23  | T   | Kiz4 | 53  | 3   | 2   | 21  |     |     |     |     | 122  |
| 4.   | M-Prototyping Team Stile Corse   |       | 73  | 5   | 3   | 85  | T   |      |     |     | 34  | 9   | 1   | 41  | 5   | 54  | 120  |
| 5.   | Birth Racing Project             |       | 18  |     |     |     |     | 1    | 1   | 1   |     |     |     |     |     |     | 90   |
| 6.   | Audi Team Hitotsuyama            |       | 21  | 92  | 41  |     |     | 42   | 32  | 2   |     |     |     |     |     |     | 80   |
| 7.   | 55MOTO Racing                    |       | 55  |     |     |     |     | 6    | 6   | 7   | 6   | 6   | Ki  | 53  | 45  | 7   | 79   |
| 8.   | Daiwa N Trading Akiland Racing   |       | 71  | 7   | 9   | 5   | T   | 7    | 7   | 6   | Ki  | 3   | 6   | 7   | 7   | 8   | 77   |
| 9.   | Zenyaku Kogyo with Team G/Motion |       | 62  |     |     |     |     |      |     |     |     |     | 42  | 35  | 14  | 35  | 75   |
| 10.  | Birth Racing Project             |       | 17  | 6   | Ki  | 7   | T   | 5    | 8   | 8   | 8   | Ki3 | 7   | 8   | 83  | 6   | 64   |
| 11.  | Nilzz Racing                     |       | 7   | 13  | 7   |     |     |      |     |     | 7   | 4   | 9   | 10  |     |     | 55   |
| 12.  | Adenau IDI Golf TCR              |       | 10  | 2   | 5   | 6   | T   |      |     |     |     |     | 5   | 9   |     |     | 51   |
| 13.  | Dome Racing                      |       | 98  |     |     |     |     |      |     |     |     |     | 85  | 6   | 2   | 43  | 50   |
| 14.  | Audi Team Hitotsuyama            |       | 101 |     |     |     |     |      |     |     | 43  | 12  |     |     |     |     | 44   |
| 15.  | Wakatsuki Dream Drive with KCMG  |       | 45  | 4   | 8   | 41  | T   |      |     |     |     |     |     |     |     |     | 31   |
| Poz. | Csapat                           | Márka | #   | FUJ | FUJ | ATP | ATP | SUG  | SUG | SUG | MOT | MOT | MOT | MOT | SUZ | SUZ | Pont |

| Szín   | Eredmény                                      |
| ------ | --------------------------------------------- |
| Arany  | Győztes                                       |
| Ezüst  | 2. helyezett                                  |
| Bronz  | 3. helyezett                                  |
| Zöld   | Pontot szerzett                               |
| Kék    | Pont nélkül vagy helyezetlenül ért célba (Hn) |
| Lila   | Nem ért célba (Ki)                            |
| Piros  | Nem kvalifikálta magát (Nk)                   |
| Fekete | Diszkvalifikálták (Kiz)                       |
| Fehér  | Nem indult (Ni)                               |
| Fehér  | Visszavonult (WD)                             |
| Fehér  | Verseny törölve (C)                           |
| Üres   | Nem vett részt                                |
| Üres   | Kizárt (EX)                                   |

- † – Kiesett, azonban teljesítette a teljes versenytáv 75%-át, így eredményét értékelték.

## Külső hivatkozások
- A széria hivatalos weboldala